# 王金书
王金书（1957年—），山东菏泽人，汉族，中华人民共和国政治人物、第十二届全国人民代表大会山东地区代表。
担任山东玉皇化工有限公司董事长专业。加入中国共产党。2013年，担任全国人大代表。2018年2月24日，当选为第十三届全国人大代表。